# Szerbia bukaresti nagykövetsége
Szerbia bukaresti nagykövetsége (szerbül: Амбасада Републике Србије у Румунији, illetve Ambasada Republike Srbije u Rumuniji, románul: Ambasada Serbia în București) a román–szerb kapcsolatok egyik kiemelt intézménye, mely első ízben 1836-ban nyílt meg. A képviselet Bukarest 1. kerületében, a Calea Dorobantilor 34 szám alatt található.

## Története
Az első diplomáciai ügynökséget még a Szerb Fejedelemség nyitotta 1836-ban Havasalföldön. A teljeskörű diplomáciai kapcsolatok kialakítására 1879. áprilisában került sor: Szerbia ekkor nyerte el függetlenségét az Oszmán Birodalomtól. Az - 1918-tól Jugoszláv Királyságként fenntartott - követséget 1939 elején nagykövetségi szintre emelték, majd Szerbia 1941-es megszállását követően a két ország kapcsolatai megszakadtak. 1945 januárjában ismét megnyílt a követség, melyet 1956. március 1-jén - története során másodszor - ismét nagykövetséggé emeltek.
A nagykövetség látja el Szerbia moldovai képviseletét is. Szerbiának még egy képviselete van Romániában: a temesvári főkonzulátus.